# Quinto Cecilio Metelo Nepote (cónsul 57 a. C.)

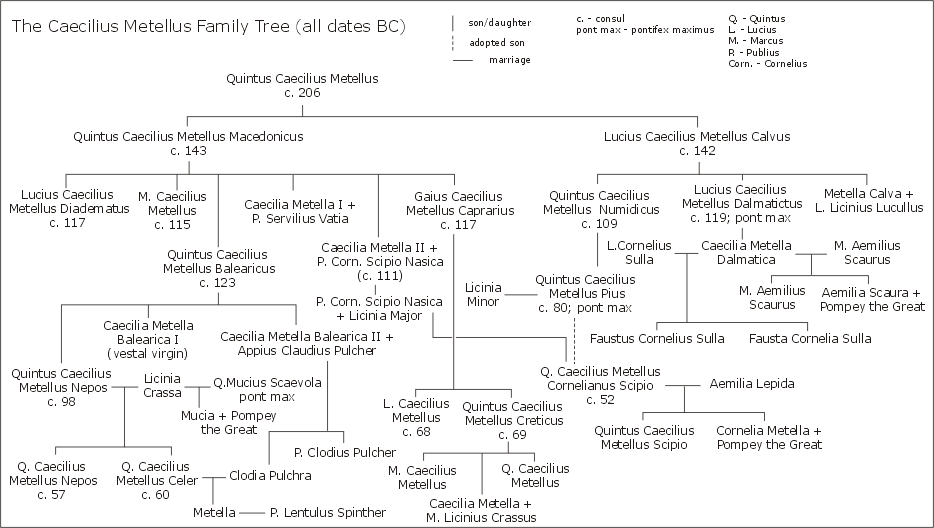
Árbol genealócico de los Cecilio Metelo.

Quinto Cecilio Metelo Nepote (en latín, Quintus Caecilius Metellus Nepos; 100 a. C.-55 a. C.) fue un político de la época final de la República romana, hijo de Quinto Cecilio Metelo Nepote. Quinto pertenecía a la familia Metela de la gens Cecilia. Obtuvo el cargo de tribuno de la plebe en 63 a. C.; el de pretor en 60 a. C.; el de cónsul en 57 a. C.; y el gobierno proconsular de la provincia de Hispania Citerior en 56 a. C.

## Vida
Nepote y su hermano, el también cónsul Quinto Cecilio Metelo Céler, fueron legados de 67 a. C. a 63 a. C. de Cneo Pompeyo Magno en sus campañas en Asia contra Mitrídates VI del Ponto, Tigranes el Grande de Armenia y los piratas. A su regreso a Roma se presentó al cargo de tribuno junto a su hermano Metelo Céler y ambos fueron elegidos el mismo año de Marco Porcio Catón. Durante su tiempo en el cargo los dos hermanos llevaron a cabo una violenta campaña contra Marco Tulio Cicerón que tenía al pueblo y al Senado en contra debido a las ejecuciones ilegales de ciudadanos romanos que habían estado implicados en la conjuración de Lucio Sergio Catilina, como el padrastro de Marco Antonio, Publio Cornelio Léntulo Sura.
Nepote y Céler propusieron, a petición de César con el que en ese momento mantenían buenas relaciones, que Cneo Pompeyo Magno volviera con su ejército del este para restaurar el orden, pues empezaban a generalizarse los disturbios, y para proteger a los ciudadanos de castigos arbitrarios como los efectuados por Cicerón. Las partes se encontraban en estado de gran exaltación: el día en que el proyecto de ley iba a ser presentado, Catón trató de impedir su lectura, pero fue expulsado del foro por la fuerza. Pronto, sin embargo, volvió con el apoyo de un gran número de miembros de la aristocracia y esta vez la propuesta fue rechazada. Metelo Nepote se vio obligado a huir a África donde se encontraba Pompeyo. El Senado propuso privarlo de su cargo y, de acuerdo, con algunas versiones de hecho lo hicieron.
En 60 a. C. se presentó con éxito a la pretura gracias al apoyo de Pompeyo, que había regresado a Roma, y en 57 a. C. obtuvo el consulado junto a Publio Cornelio Léntulo Espínter como colega. Nepote y Céler se reconciliaron con Cicerón, que aún estaba en el exilio. La influencia de ambos hermanos consiguió que el célebre orador fuera llamado del destierro, al que había sido condenado debido a sus cuestionables actuaciones consulares, con el objeto de combatir a Publio Clodio Pulcro. Cicerón le escribió para expresar su gratitud; en discursos posteriores con frecuencia elogiaba su moderación y magnanimidad.
En 56 a. C., Nepote obtuvo el gobierno proconsular de Hispania Citerior, donde conquistó La Coruña, lugar donde los vacceos habían derrotado de una forma aplastante a su padre, Quinto Cecilio Metelo Nepote. Pero al año siguiente, 55 a. C., los vacceos reconquistaron la ciudad de Clunia y avanzaron con fuerzas tan considerables que Metelo no se atrevió a enfrentarlos. Metelo parece que murió en el curso de ese año, tras su regreso a Roma, ya que su nombre no vuelve a aparecer. En su testamento nombró a Carrinas (probablemente el cónsul del año 43 a. C.) heredero de todas sus propiedades, pasando por encima de todos los Metelos y también de los Claudios Pulcros, con los que estaba emparentado.
Metelo no se adhirió estrictamente a los principios políticos de su familia. No apoyó a la aristocracia, al igual que su hermano, ni, por otra parte, puede decirse que fuese un líder de los populares. De hecho, era poco más que un siervo de Pompeyo y, de acuerdo a sus órdenes, en algunos momentos se opuso a Cicerón y en otros lo apoyó.